# Ctenophthalmus bacopus
Ctenophthalmus bacopus är en loppart som beskrevs av Jordan 1933. Ctenophthalmus bacopus ingår i släktet Ctenophthalmus och familjen mullvadsloppor. Inga underarter finns listade i Catalogue of Life.